# Roy Hodgson
Roy Hodgson (Croydon, Londres, Inglaterra, 9 de agosto de 1947) es un exfutbolista y entrenador inglés. Entre el 13 de mayo de 2012 y el 27 de junio de 2016 fue el seleccionador de Inglaterra. Actualmente sin club.
Hodgson es especialmente conocido como entrenador por haber llevado a la selección de fútbol de Suiza a las fases finales de la Copa Mundial de 1994 y de la Eurocopa de 1996, éxitos que no se daban desde 1960. También ha entrenado a muchos clubes notables, entre ellos Malmö FF, Inter de Milán, Blackburn Rovers, Udinese, Fulham y Liverpool.
Ha sido en varias ocasiones miembro del grupo de estudio técnico de la UEFA, en la Eurocopa, y también miembro del grupo de estudio técnico de la FIFA en la Copa Mundial de 2006. Hodgson incluso ha trabajado como experto en televisión, en los numerosos países donde ha sido entrenador, ya que habla 5 idiomas.

## Trayectoria
Hodgson nació en Croydon y estudió en la Escuela de Gramática John Ruskin. Él era un jugador de éxito moderado con Crystal Palace, pero nunca fue capaz de entrar en el primer equipo. Esto fue seguido por varios años en equipos fuera de la liga de fútbol con Tonbridge, Gravesend y Northfleet y Maidstone United (donde fue director asistente).

## Trayectoria como entrenador

### Inicios
Hodgson comenzó su carrera como entrenador en 1976 en la Primera división de Suecia con el Halmstads, donde pasó cinco años, ganando el Campeonato de la Liga en 1976 y 1979. Su éxito con Halmstad en 1976, es considerado como una de las mayores sorpresas de todos los tiempos en el fútbol sueco. Un año antes el Halmstad luchó para evitar el descenso, y antes de que iniciara el campeonato de la temporada de 1976, casi eran universamente señalados para descender. El mismo Hodgson dijo "mi más grande logro sería el de convertir mi trabajo en el Halmstads como el agua en vino".
En 1980, se trasladó al Bristol City en su tierra natal Inglaterra, donde fue entrenador asistente y luego entrenador. Debido a los problemas financieros del club, fue poco exitoso. En 1983, Hodgson regresó a Suecia para hacerse cargo de Örebro. En 1985, se hizo cargo del Malmö FF, al que llevó a cinco campeonatos consecutivos de la Liga, dos campeonatos de Suecia (en el momento en el que el Campeonato de Suecia decidió jugar con los play-offs) y dos Copas de Suecia. Debido a su tiempo con éxito en Malmö, Hodgson sigue siendo muy apreciado por los aficionados del club, por lo que han llamado a una sección no oficial de la nueva Swedbank Stadion "Roy's Corna" (Rincón de Roy). Su mayor logro continental en Malmö fue el de vencer a los campeones de Italia, el Inter de Milán en la Liga de Campeones, ganando 1-0 en casa y empatando 1-1 en San Siro.
Malmö ofreció a Hodgson un contrato de por vida, pero él se negó, diciendo más tarde que "desplazarse a otro lugar parece emocionante. La decisión fue también financiera. Los impuestos suecos eran tan altos que incluso si se les pagaba el dinero razonable, después de perder 65% en el impuesto no me queda mucho." Luego se trasladó al equipo suizo Neuchâtel Xamax en 1990. Dirigió al Xamax a victorias europeas contra el Celtic y el Real Madrid.
Su carrera temprana como entrenador, estaba estrechamente vinculada a la de su amigo Bob Houghton (trabajaron juntos en Maidstone, Stranraer y Bristol City) y ambos trabajaron en el fútbol sueco al mismo tiempo. A la pareja se le atribuye la transformación del fútbol de Suecia, llevando la marca zonal por primera vez.

### Suiza
Hodgson se hizo cargo del equipo nacional de Suiza, tomando el cargo vacante tras el paso de Uli Stielike el 26 de enero de 1992. Stielike había sido el primer entrenador de Suiza que obtenía un balance ganador, ganando 13 de los 25 partidos en los que dirigió al equipo. Stielike se hizo cargo del trabajo que Hodgson acababa de abandonar a nivel de clubes, en el Neuchâtel Xamax de la Suiza Super League.
Hodgson llevó la Schweizer Nati a la Copa Mundial de fútbol de 1994, perdiendo solo un partido durante la clasificación en un grupo que incluía a Italia y Portugal. Suiza quedó a cuatro puntos de Italia, dirigida por el exitoso entrenador Arrigo Sacchi, que llegó a la final del Mundial para perderla en los penaltis. En el partido contra Italia, los suizos llegaron a ir 2-0 para luego empatar 2-2. Ésta fue la primera vez que Suiza llegaba a un Mundial desde 1966. En la Copa Mundial de 1994, el equipo terminó segundo de su grupo, clasificándose a los octavos de final, ronda en la que perdieron contra España.
Los suizos se clasificaron fácilmente para la Eurocopa de 1996. Hodgson se fue inmediatamente después, el 15 de noviembre de 1995, para entrenar en la Serie A al Inter de Milán. En realidad, había estado haciendo los dos trabajos desde octubre de ese año. Sin Hodgson, el equipo suizo tuvo un momento difícil en la Eurocopa de 1996. Derrotados ante Holanda y Escocia, los helvéticos acabaron últimos de grupo.
En su mejor momento como entrenador de Suiza, llegaron a situarse como tercer mejor equipo internacional del mundo, según la Clasificación mundial de la FIFA.

### Inter de Milán
Antes de la Eurocopa de 1996, Hodgson se unió al gigante italiano de la Serie A, el Inter de Milán, donde trabajó desde octubre de 1995 hasta mayo de 1997. Encabezó una fase de reconstrucción. El Inter terminó 13.º y 6.º en las temporadas previas a su llegada. Después de un terrible comienzo de temporada, Hodgson fue contratado y guió al club a un séptimo puesto final en la temporada 1995-96 de la Serie A, clasificándose para la Copa de la UEFA. En la temporada 1996-97 de la Serie A, vio al Inter terminar tercero y llegar a la final de la Copa de la UEFA, perdiendo en los penaltis contra el FC Schalke 04. Hodgson dijo en su tiempo en el Inter, "no teníamos estrellas, además de Paul Ince. No fue el Inter que vemos hoy de nombres muy conocidos. Ellos no eran los mejores técnicamente, pero físicamente eran como máquinas. La Premier League es así ahora, pero en aquel entonces estaba muy por delante de Italia". El equipo que Hodgson construyó fue dirigido en la temporada 1997-1998 por Luigi Simoni y triunfó en la Copa de la UEFA y terminó segundo en la Serie A.

### Blackburn Rovers
En el final de temporada de 1997, Hodgson fue tentado por Jack Walker para reemplazar a Ray Harford en el Blackburn Rovers. El Rovers había terminado 13.º detrás de Harford en la temporada anterior - solo dos temporadas después ganar el título - y había estado en peligro de descenso; Walker quería que Rovers compitiera constantemente por el fútbol europeo. En la Premier League 1997/98 - su primera temporada al frente del equipo - el Blackburn terminó sexto, clasificándose para la Copa de la UEFA: parecía estar en ascenso.
Sin embargo, la segunda temporada de Hodgson con el Blackburn resultaría ser desastrosa, tanto para el club como para su reputación personal en el fútbol inglés. Hodgson gastó 20 millones £ en el verano de 1998 para fortalecer a los Rovers. Una sucesión de pobres fichajes - especialmente la de Kevin Davies por 7.500.000 £ - junto con las lesiones y la falta de rotaciones, dieron lugar a un pésimo comienzo de temporada. Fue despedido en diciembre de 1998, con el Rovers en la parte inferior de la tabla de la liga. Su último partido fue en casa, derrotando al Southampton.

### Inter y Grasshopper
En 1999, tuvo una breve segunda etapa en el Inter de Milán, durante los 4 últimos partidos de la temporada 1998-99, antes de regresar a Suiza para entrenar al Grasshopper. En 2000, Hodgson fue uno de los tres candidatos a ocupar el cargo de seleccionador nacional de Inglaterra. Sin embargo, su fracaso con el Blackburn y el subsecuente daño a su reputación en Inglaterra contó en gran medida en su contra para ocupar el cargo de seleccionador y el elegido fue Sven-Göran Eriksson.

### Copenhague y Udinese
Hodgson se trasladó a Dinamarca y se convirtió en técnico del Copenhague. Hodgson tuvo un éxito inmediato con un equipo que había finalizado séptimo y octavo en las dos temporadas anteriores, al ganar la Superliga en la temporada 2000-01. En 2001, dejó el Copenhague para ir a la Serie A, donde entrenaría al Udinese. A pesar de que el equipo ocupaba el 9.º puesto en la Liga y estaba clasificado para los cuartos de final de la Copa Italia, Hodgson fue despedido menos de seis meses después de su llegada.

### Emiratos Árabes Unidos
Hodgson fue nombrado seleccionador de la Selección de fútbol de los Emiratos Árabes Unidos en abril de 2002, dirigiendo a la absoluta y olímpica. Fue despedido en enero de 2004 después de un decepcionante quinto puesto final en el Copa del Golfo 2003. Hablando de su tiempo como director de los Emiratos Árabes Unidos, Hodgson dijo: "Ese fue un período en el que no sabía por dónde iba mi carrera. Pero todas estas experiencias que enriquecen y fue bueno saber que podría conseguir mi mensaje a los jugadores que muchos dicen que se les podía entrenar. Es un trabajo duro, sino que son básicamente perezosos. Pero yo les había perforado y presionando a los oponentes casi como un equipo inglés. La mayoría de los entrenadores que van allí están sólo molestando alrededor, pero no es mi naturaleza".

### Viking
En mayo de 2004, se trasladó al club noruego Viking. El club se había atascado en la zona de descenso antes de que Hodgson se hiciera cargo, pero terminó noveno en su primera temporada en su nuevo estadio, el Viking Stadion, y se clasificó para la Copa de la UEFA. Tras una temporada en la parte superior de la tabla, Viking acabó quinto en la temporada 2005. 2005 también fue un buen año para Hodgson y Viking en la Copa de la UEFA, con victorias ante Mónaco y Austria Wien como los aspectos más destacados. El 15 de agosto de 2005, accedió a hacerse cargo como entrenador del equipo nacional de Finlandia para la Eurocopa 2008. Hodgson dimitió como entrenador del Viking en diciembre de 2005.

### Finlandia
En enero de 2006, Hodgson comenzó a dirigir a Finlandia. Sin embargo, no pudo llevar a la selección nórdica a la Eurocopa 2008, ya que obtuvo 24 puntos y fue cuarta en su grupo, aunque tuvo opciones de clasificación en el último partido. La Finlandia de Hodgson fue elogiada por la defensa bien organizada, pero recibió críticas por atacar de manera ineficiente. Finlandia firmó cinco empates en 14 partidos de clasificación. El contrato de Hodgson expiraba a finales de noviembre, y aunque la Asociación de fútbol finlandesa expresó su voluntad de extenderlo, Hodgson decidió no seguir adelante.

### Fulham
El 28 de diciembre de 2007, en una cita sorpresa, Hodgson aceptó el puesto de entrenador del Fulham. Al principio sufrió una serie de resultados muy pobres con el club, además de ser eliminado de la FA Cup en los penaltis tras dos empates contra el Bristol Rovers de la League One. En su lucha por la permanencia en la Premier League, el Fulham sólo consiguió nueve puntos en sus trece primeros partidos de Liga. Sin embargo, una racha de doce puntos de los últimos cinco partidos de la temporada, incluyendo una victoria 3-2 sobre Manchester City cuando el club perdía 2-0 a veinte minutos del final, aseguró la permanencia del equipo londinense.
En la temporada 2008/09, Hodgson llevó a Fulham a un éxito sin precedentes. Guió a su equipo a un séptimo puesto en la Premier, la más alta que había conseguido nunca la entidad, asegurando la clasificación para la nueva UEFA Europa League. Hodgson llega a estar nominado para ganar el premio a Mánager del Año y recibió muchos elogios por los fichajes de Mark Schwarzer, Andy Johnson y Brede Hangeland y por la mejora en las actuaciones. Hodgson, con su temporada en Fulham, revivió su reputación en Inglaterra después de su tiempo a cargo del Blackburn más de una década antes, con renovadas especulaciones que lo vinculaban a la Selección inglesa si Fabio Capello se iba.
En la temporada 2009-10, Hodgson disfrutó de una impresionante carrera en la Europa League. La campaña del club, que comenzó en julio de 2009, continuó con actuaciones impresionantes en la fase de grupos, derrotando al Basilea en el Jakob-Park en el último partido de grupo para clasificarse para la siguiente ronda a costa del club suizo. En las siguientes rondas, el Fulham fue eliminó al Shakhtar, la Juventus y al alemán Wolfsburg. El 29 de abril de 2010, Hodgson metió al Fulham en la primera final europea de su historia, tras empatar 0-0 contra el Hamburgo en Alemania y ganar por 2-1 en Craven Cottage. El 10 de mayo de 2010, Hodgson fue votado como el Mánager del año 2010 con una ventaja récord. Hodgson recibió el premio después de una encuesta de entrenadores, incluyendo a los directivos de las cuatro ligas de Inglaterra. Dos días más tarde, el Fulham perdió la final de la Europa League por 2-1 frente al Atlético de Madrid en Hamburgo tras una prórroga.

### Liverpool FC

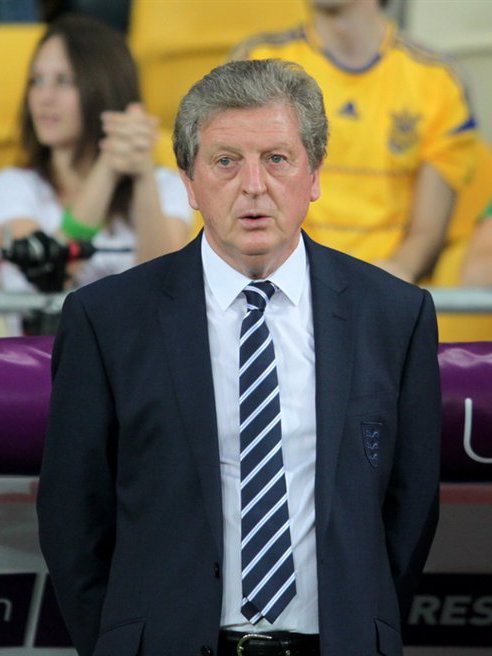
Hodgson durante la Eurocopa 2012.

El 1 de julio de 2010, después de muchas semanas de rumores y especulaciones, Hodgson abandonó el Fulham para entrenar al Liverpool Football Club. Sin embargo, el 8 de enero de 2011, abandonó la institución tras no logar unos buenos resultados (el equipo marchaba 10.º en la Premier League cuando se había superado el ecuador de la misma).

### West Bromwich Albion
Cerca de un mes después de abandonar el banquillo del Liverpool, Hodgson volvió a la actividad, convirtiéndose en el reemplazante de Roberto Di Matteo al frente del West Bromwich Albion, que luchaba por la permanencia en la Premier League. Firmó contrato con los Baggies hasta junio de 2012. El técnico logró el objetivo planteado, ya que el equipo inglés terminó la temporada 2010-11 en el 11.º lugar de la clasificación, mejorando al 10.º en el curso siguiente.

### Inglaterra
El 1 de mayo de 2012, se anunció que había firmado un contrato por cuatro años para dirigir a Inglaterra. Bajo su dirección, el combinado inglés llegó a los cuartos de final de la Eurocopa 2012, donde cayó en la tanda de penaltis ante Italia.
Posteriormente, logró la clasificación de Inglaterra para el Mundial 2014 como primera de su grupo; pero allí fue eliminado en la primera fase tras perder los dos primeros partidos, un revés que no puso en duda su continuidad en el banquillo.
En septiembre de 2015, Inglaterra se convirtió en la primera selección que lograba la clasificación para la Eurocopa 2016 tras golear por 6-0 a San Marino. En la Eurocopa 2016, Inglaterra fue eliminada en octavos de final por Islandia, y Hodgson anunció su dimisión al término del partido.

### Melbourne City
Posteriormente, trabajó como asesor del Melbourne City.

### Crystal Palace
El 12 de septiembre de 2017, reemplazó a Frank de Boer en el banquillo del Crystal Palace. Se hizo cargo del equipo inglés cuando era el colista de la Premier League, pero logró escalar posiciones y alcanzó una cómoda permanencia. El 18 de mayo de 2021, confirmó que abandonaría el banquillo de las "águilas" a final de la temporada.

### Watford
El 25 de enero de 2022, se hizo oficial su fichaje por el Watford hasta final de temporada. Reemplazó a Claudio Ranieri, quien fue despedido el día anterior con el club como 19º clasificado, y firmó un contrato hasta el final de la temporada 2021-22. En mayo de 2022, Hodgson dijo que no estaría en el club después del final de la temporada y que no buscaría otro trabajo directivo en la Premier League. Finalmente, no pudo salvar al equipo inglés del descenso.

### Crystal Palace
El 21 de marzo de 2023, sustituyó a Patrick Vieira en el Crystal Palace hasta final de temporada. Logró evitar el descenso, por lo que el club renovó su contrato por un año más.El 19 de febrero de 2024, presentó su renuncia luego de una serie de malos resultados.

## Clubes como entrenador
| Club                                | País                   | Año       | PJ          | G           | E           | P           | % Efectividad |
| ----------------------------------- | ---------------------- | --------- | ----------- | ----------- | ----------- | ----------- | ------------- |
| Halmstads BK                        | Suecia                 | 1976-1980 | 130         | 52          | 45          | 33          | 51.54%        |
| Bristol City (Asistente)            | Inglaterra             | 1980-1982 | Desconocido | Desconocido | Desconocido | Desconocido | Desconocido   |
| Bristol City                        | Inglaterra             | 1982      | 21          | 3           | 5           | 13          | 22.23%        |
| IK Oddevold                         | Suecia                 | 1982      | Desconocido | Desconocido | Desconocido | Desconocido | Desconocido   |
| Örebro SK                           | Suecia                 | 1983-1984 | 48          | 24          | 15          | 9           | 60.42%        |
| Malmö FF                            | Suecia                 | 1985-1989 | 165         | 98          | 38          | 29          | 67.07%        |
| Neuchâtel Xamax                     | Suiza                  | 1990-1992 | 67          | 26          | 24          | 17          | 50.75%        |
| Selección de Suiza                  | Suiza                  | 1992-1995 | 41          | 21          | 10          | 10          | 59.35%        |
| Inter de Milán                      | Italia                 | 1995-1997 | 89          | 40          | 26          | 23          | 54.68%        |
| Blackburn Rovers                    | Inglaterra             | 1997-1999 | 63          | 22          | 18          | 23          | 44.44%        |
| Inter de Milán                      | Italia                 | 1999      | 6           | 2           | 0           | 4           | 33.33%        |
| Grasshoppers                        | Suiza                  | 1999-2000 | 34          | 14          | 10          | 10          | 50.98%        |
| FC Copenhagen                       | Dinamarca              | 2000-2001 | 33          | 17          | 12          | 4           | 63.64%        |
| Udinese Calcio                      | Italia                 | 2001      | 17          | 7           | 5           | 5           | 50.98%        |
| Selección de Emiratos Árabes Unidos | Emiratos Árabes Unidos | 2002-2004 | 2           | 0           | 1           | 1           | 16.67%        |
| Viking F.K.                         | Noruega                | 2004-2005 | 50          | 23          | 11          | 16          | 50.32%        |
| Selección de Finlandia              | Finlandia              | 2005-2007 | 15          | 6           | 7           | 2           | 55.56%        |
| Fulham                              | Inglaterra             | 2007-2010 | 128         | 50          | 32          | 46          | 47.39%        |
| Liverpool                           | Inglaterra             | 2010-2011 | 31          | 13          | 9           | 9           | 51.62%        |
| West Bromwich Albion                | Inglaterra             | 2011-2012 | 54          | 20          | 13          | 21          | 45.06%        |
| Selección de Inglaterra             | Inglaterra             | 2012-2016 | 56          | 33          | 15          | 8           | 67.86%        |
| Crystal Palace                      | Inglaterra             | 2017-2021 | 162         | 54          | 38          | 70          | 41.15%        |
| Watford                             | Inglaterra             | 2022      | 18          | 2           | 3           | 13          | 16.67%        |
| Crystal Palace                      | Inglaterra             | 2023-2024 | 38          | 12          | 10          | 16          | 40.35%        |
| Total                               | Total                  | Total     | 1268        | 539         | 347         | 382         | 51.63%        |

## Palmarés

### Como entrenador

#### Torneos nacionales
| Título                 | Club            | País      | Año  |
| ---------------------- | --------------- | --------- | ---- |
| Allsvenskan            | Halmstads BK    | Suecia    | 1976 |
| Allsvenskan            | Halmstads BK    | Suecia    | 1979 |
| Allsvenskan            | Malmö FF        | Suecia    | 1985 |
| Allsvenskan            | Malmö FF        | Suecia    | 1986 |
| Copa de Suecia         | Malmö FF        | Suecia    | 1986 |
| Allsvenskan            | Malmö FF        | Suecia    | 1987 |
| Allsvenskan            | Malmö FF        | Suecia    | 1988 |
| Allsvenskan            | Malmö FF        | Suecia    | 1989 |
| Copa de Suecia         | Malmö FF        | Suecia    | 1989 |
| Supercopa de Suiza     | Neuchâtel Xamax | Suiza     | 1990 |
| Superliga de Dinamarca | FC Copenhagen   | Dinamarca | 2001 |
| Supercopa danesa       | FC Copenhagen   | Dinamarca | 2001 |

## Vida personal
Hodgson está casado con Sheila, con quien tiene dos hijos, Christopher y Michael. Hodgson es políglota, habla con fluidez noruego, sueco e italiano, así como buen alemán y un poco de danés, francés y finlandés, además de su lengua materna, el inglés.